# Ambardach
L'Ambardach (in russo Амбардах?) è un fiume della Siberia Orientale, affluente della Majmeča (bacino idrografico della Chatanga) che scorre nel Territorio di Krasnojarsk, in Russia.
Il fiume ha origine nella parte orientale dell'Altopiano Putorana dal lago Baselak (озеро Баселак) e scorre in direzione prevalentemente nord-orientale, sfocia nella Majmeča a 280 km dalla foce. La lunghezza del fiume è di 235 km, l'area del bacino è di 6640 km².